# Synagoge in der Innenstadt

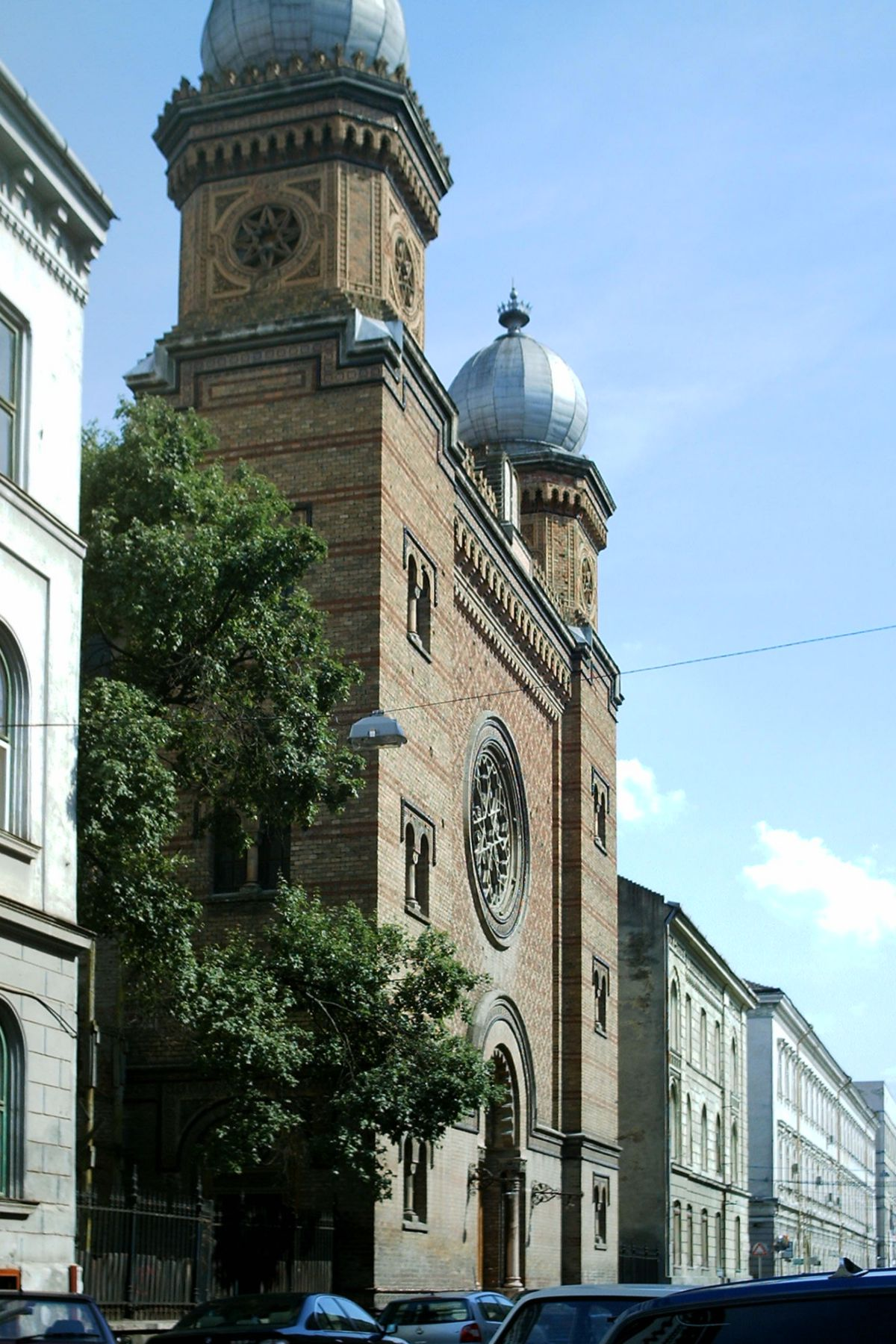
Ansicht aus Richtung Süden

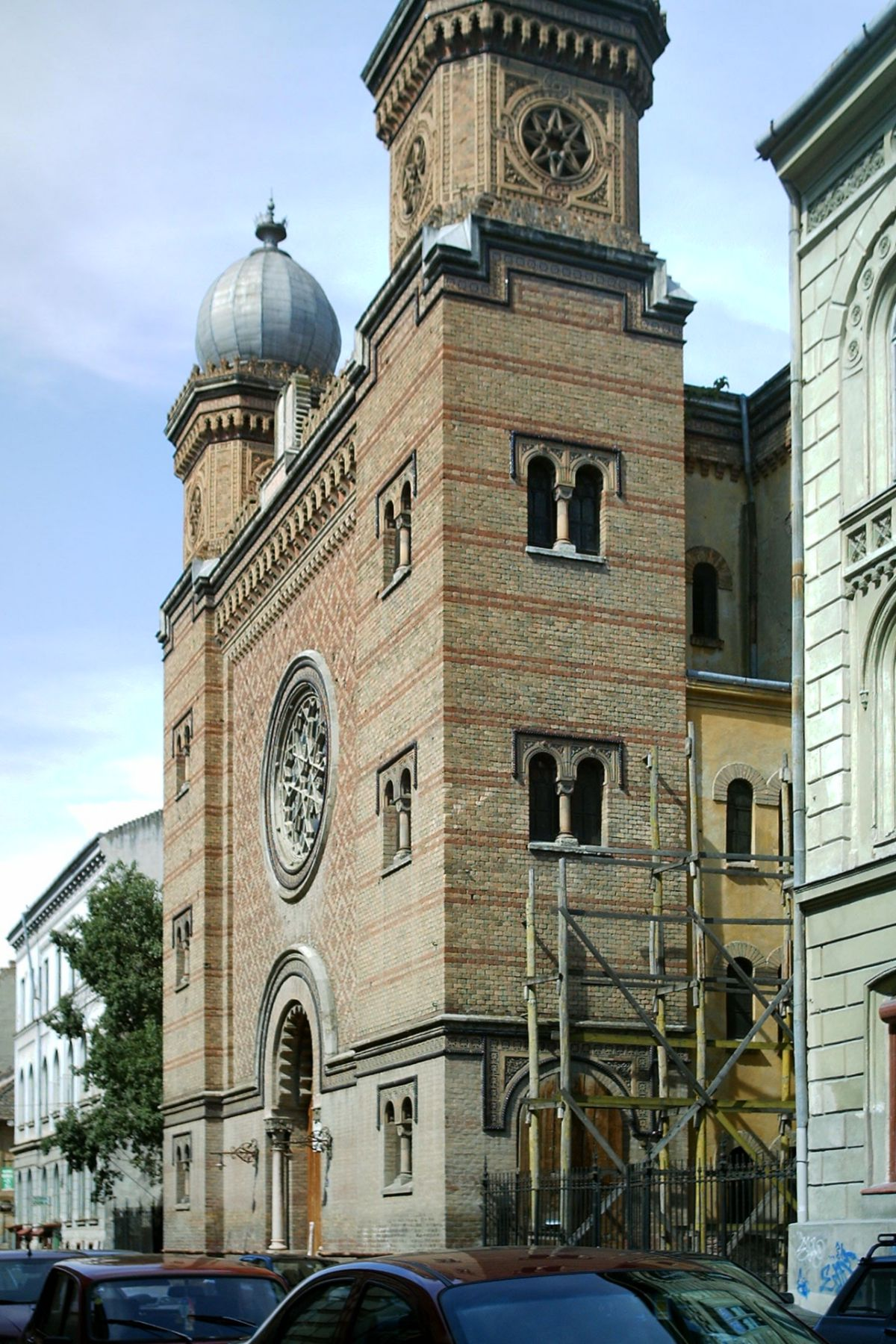
Ansicht aus Richtung Norden

Die Synagoge in der Innenstadt (rumänisch: Sinagoga din Cetate, auch: Sinagoga Cultului Mozaic Neolog), auch Synagoge in der Festung oder Synagoge des Neologischen Mosaikkultus genannt, ist ein denkmalgeschütztes historisches Gebäude und eine ehemalige Synagoge im Zentrum des I. Bezirks Cetate der westrumänischen Stadt Timișoara, in der Strada Mărășești Nr. 6.

## Geschichte
Bereits Mitte des 18. Jahrhunderts verfügten die deutschen und spanischen Juden in Temeswar über ein Gebetshaus, das 1760 mit einem Tempel ersetzt wurde.
Die Synagoge aus der Festung wurde zwischen 1863 und 1865 nach Plänen des Wiener Architekten Carl Schumann in eklektischen Stil mit Elementen des Maurischen Stils und der Romantik erbaut.
Die dem Neolog-Ritus verbundene Synagoge ähnelt dem Aussehen der Großen Synagoge im algerischen Oran und hat ein Fassungsvermögen von ca. 3000 Besuchern. Sie ist eine der größten Synagogen in Europa. Am 19. September 1865 fand die Weihe der neuen Synagoge statt. Kaiser Franz Josef I. besuchte anlässlich seines Aufenthalts im damaligen Temeswarer Komitat am 7. Mai 1872 das monumentale Bauwerk.
Mauritius Löwy war von 1879 bis 1908 Rabbiner der Synagoge; ihm folgte im Amt bis 1970 Maximilian Drechsler.
Die Synagoge musste 1985 infolge der schrumpfenden Zahl von Mitgliedern der Gemeinde und wegen des fortschreitenden Verfalls des Gebäudes geschlossen werden. Die Innenmalereien sind mittlerweile fast vollständig verblasst, die Wände durch eindringendes Regenwasser schwer beschädigt, und vandalierende Einbrecher haben ihren Teil zu dem schlechten Zustand des ehemaligen Gebetshauses beigetragen. Die Philharmonische Gesellschaft Timișoara hat seit 2001 ein Nutzungsrecht für 50 Jahre erwirkt und organisiert regelmäßig Konzerte und Sammlungen für die Sanierung des Gebäudes. Gemäß einer von UNESCO in Auftrag gegebenen Machbarkeitsstudie liegen die Kosten für die Sanierung bei 2,5 Millionen US-Dollar. Die Leitung der Philharmonie beabsichtigt hier ein multifunktionales Auditorium für Konzerte, Theatervorstellungen, Konferenzen und Ausstellungen einzurichten.
Siehe auch: Judentum in Timișoara

## Orgel
Bereits in dem Gebetshaus aus dem Jahr 1760 befand sich eine Orgel, der Erbauer ist allerdings nicht bekannt. Dieses Instrument wurde in die neue Synagoge erst integriert, und dann vermutlich im Jahre 1899 in die Gemeinde Hadad (deutsch Kriegsdorf) in Siebenbürgen verkauft. Die Disposition der ehemaligen Orgel war wie folgt:
| Manual     |       |
| Principal  | 8′    |
| Bordun     | 8′    |
| Gedackt    | 8′    |
| Oktave     | 4′    |
| Spitzflöte | 4′    |
| Quinte     | 2 ⁄3′ |
| Mixtur III |       |

| Pedal     |     |
| Subbass   | 16′ |
| Violon    | 8′  |
| Octavbass | 8′  |

Im Jahre 1899 lieferte Carl Leopold Wegenstein aus Temeswar eine größere Orgel mit 2 Manualen und Pedal für die Synagoge. Sie ist im Werkverzeichnis von Wegenstein unter der Nummer 29 angegeben. Dieses Instrument hat eine pneumatische Traktur und 19 Register.
Durch den Zustand des Gebäudes sowie durch mehrere Einbrüche, bei denen die Traktur beschädigt, Teile des Gehäuses zerstört und die Metallpfeifen entwendet wurden, ist das Instrument nun unspielbar. Die Disposition ist wie folgt:
| I Hauptwerk    |    |
| Gedeckt Flöte  | 4′ |
| Salicional     | 8′ |
| Hohlflöte      | 8′ |
| Viola di Gamba | 8′ |
| Principal      | 8′ |
| Trompete       | 8′ |
| Octave         | 4′ |
| Piccolo        | 2′ |
| Cornett III–V  | 8′ |

| III Schwellwerk  |    |
| Aeoline          | 8′ |
| Vox celeste      | 8′ |
| Lieblich gedeckt | 8′ |
| Clarinette       | 8′ |
| Traversflöte     | 4′ |
| Fugara           | 8′ |

| Pedal     |     |
| Posaune   | 16′ |
| Violon    | 16′ |
| Subbass   | 16′ |
| Octavbass | 8′  |
| Cellobass | 8′  |

- Koppeln: II/P, II/I, Total Koppel, Super II/II.
- Spielhilfen: Crescendo-Schweller, 2 freie Kombinationen, feste Kombinationen (Piano, Mezzoforte, Tutti, Auslöser), Calcant-Ruf.